# Caldwell County (Kentucky)
Caldwell County is een county in de Amerikaanse staat Kentucky.
De county heeft een landoppervlakte van 899 km² en telt 13.060 inwoners (volkstelling 2000). De hoofdplaats is Princeton.

## Foto's

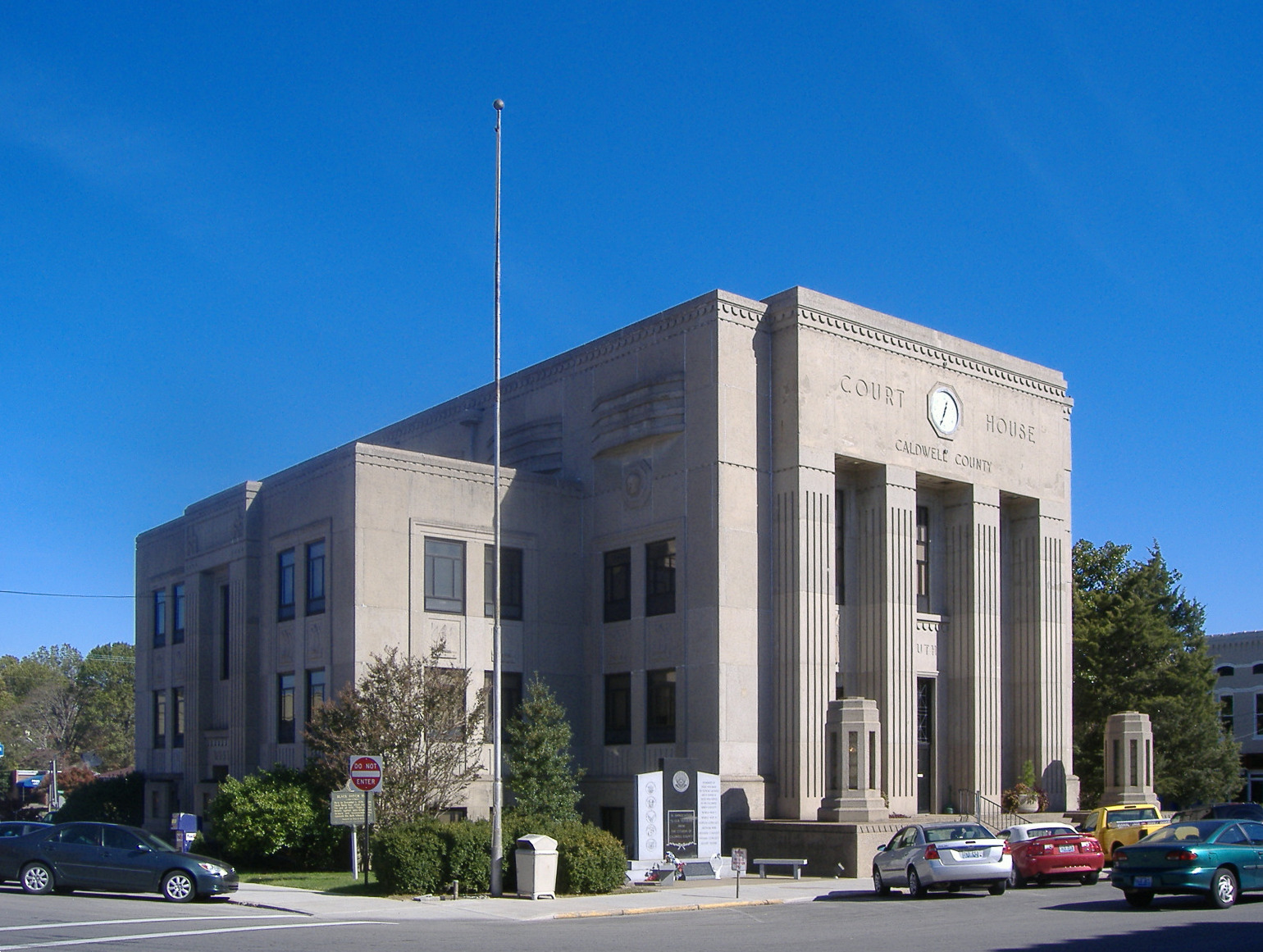
rechtbank